# Die Volksschule (Zeitschrift, Hannover)
Die Volksschule war eine im 19. Jahrhundert in Hannover herausgegebene Zeitschrift und laut ihrem Untertitel ein alle vier Wochen erschienenes Monatsblatt für das Volksschulwesen, insbesondere des Königreichs Hannover. Das Periodikum erschien ab dem Revolutionsjahr 1848 und bis zur Ausgabe 8 im Jahr 1855.
Einer der Redakteure des Verbandsorgans der Volksschullehrer und zugleich Mitherausgeber war der Vertreter der Arbeiterbewegung, Lehrer, Privatschulleiter und Kommunalpolitiker Friedrich Behre,